# 前川辰男
前川辰男（まえかわ たつお、1920年（大正9年）12月12日-　2017年(平成29年)12月31日）は、三重県の地方議員。環境運動家。日本自然保護協会会員。ナチュラリスト。
高花平（新興住宅団地）連合自治会長。四日市市議会議員を7期務め、昭和56年5月15日から ～昭和57年5月18日まで四日市市議会議長を務める。日本社会党所属。
四日市ぜんそくで四日市コンビナート企業と九鬼喜久男四日市市長を糾弾して、塩浜地区の公害患者の味方となり公害対策に貢献した。俳人や本の執筆者として活躍した文化人である。

## 経歴
三重県四日市市（塩浜地区）出身。一志郡（久居市）生まれ。
四日市市塩浜地区を中心とする四日市コンビナートから大気汚染で発生した四日市ぜんそくの公害裁判の公害患者による訴訟を推進するため政治家となる。
三重県の政治家紹介の文献では、1920年（大正9年）に、一志郡久居町（その後の久居市で現在の津市）に誕生したとされていて、大正世代の男性として太平洋戦争中に神奈川県川崎市の東芝（軍需工場）に勤務した後、復員をして、労働組合に加入して貧困問題や労働問題に興味を持ち、地元塩浜地区が工業化した事による労働者が抱える問題に取り組んだ事から社会主義思想を持ち日本社会党に入党したとされている。学歴は三重県立工業学校（現在の三重県立松阪工業高等学校）応用化学専攻卒業と人物紹介の本で記載されている。同世代で同じ日本社会党の政治家の村山富市と同じ眉毛が長い人相の持ち主である。
塩浜地区に移住して四日市市職員になるため公務員を試験を受けて、公務員となった。松阪工業高校で学んだ化学や工業の知識が四日市公害運動に役立った。

### 年譜
- 四日市市職員として、四日市市内の公務員で組織する市職労出身である。自治労（全日本自治団体労働組合）の支援で当選した。1959年（昭和34年）5月に初当選。1回の落選を挟んで四日市市議会議員を7期当選。
- 1959年（昭和34年）に塩浜地区出身の議員として1期目の当選をする。伊勢湾台風から復興を目的とする民主団体の水害対策協議会の次長となる。
- 1963年（昭和38年）に2期目の当選をする。
- 1967年（昭和42年）に3期目の当選をする。
- 1971年（昭和46年）の選挙で落選する。
- 1975年（昭和50年）に高花平団地を地盤として4期目の当選をする。
- 1979年（昭和54年）に5期目の当選をする。
- 1983年（昭和58年）に6期目の当選をする。
- 1987年（昭和62年）に7期目の当選をする。
- 1991年（平成3年）に四日市市議会議員を引退する。
- 1970年（昭和45年）5月22日 から～ 1971年（昭和46年） 4月30日まで第38代四日市市議会副議長。1981年（昭和56年）5月15日から1982年（昭和57年）5月18日まで第44代四日市市議会議長。大気汚染による公害対策に取り組んで活躍した。
- 2017年(平成29年）12月31日に老衰で死去。

### 塩浜地区
三重郡塩浜村は菜の花畑がたくさんある、のどかな自然がある美しい海浜地帯であった。1930年（昭和5年）の三重郡塩浜村の四日市市合併後に東洋紡績塩浜工場や四日市空襲の戦災を受けた旧大日本帝国海軍燃料廠（海軍工廠）が立地したことをきっかけに、工業地帯として開発されて塩浜地区は急速に工業化された。富洲原地区出身の平田佐矩四日市市長と、塩浜地区出身の田中覚三重県知事によって第1四日市コンビナートが誘致・建設されて、四日市ぜんそくによる健康被害が塩浜地区を中心とする四日市市の環境問題となり、平田佐矩の死後に、後継市長となった九鬼喜久男と塩浜地区民が対立して九鬼喜久男市長を中心とする保守政党（企業側）対日本社会党の前川辰男を中心とする（革新政党の公害被害者側）の政治対立構図が四日市市及び三重県で誕生した。

### 四日市ぜんそくに取り組む政治家
1959年（昭和34年）5月から～1971年（昭和46年）までと、1975年（昭和50年）から～1991年（平成3年）までの期間に四日市市議会議員を7期務める。四日市市議会議員選挙で合計7回当選する。1971年（昭和46年）の四日市市議会議員選挙では日本社会党が5人から7人以上と候補者を増やした為に地盤割りに失敗をして、同じ塩浜地区出身で、新人の日本社会党に所属していた福田香史候補に票を奪われて落選をする。この落選のショックで前川の人間性が変わり、昭和50年代に四日市市議会議員に復帰した後は塩浜地区の四日市公害関係の質問は一切せず、新しい地盤となった高花平団地関係の質問が中心となった。1967年（昭和42年）から～1972年（昭和47年）までの期間は四日市公害裁判に専門的に取り組んだ。1975年（昭和50年）に再び四日市市議会議員に復帰した。
塩浜地区から四日市ぜんそくによる環境悪化による健康被害からの避難を理由に新しく団地住宅を購入して引っ越して四日市市の高花平団地に在住している。平田佐矩四日市市長にいち早く公害問題を提起した。四日市市議会で前川辰男などの革新系四日市市議会議員が「平田佐矩市長は、ロングビーチ（姉妹都市提携）へばかり行ってないで、公害患者救済に本腰を入れろ」と追及した。公害対策をしない九鬼喜久男市長を公害裁判や四日市市議会で糾弾して、積極的に公害問題に取り組んだ。前川は熱心に塩浜地区民の公害被害を訴えた。
「公害訴訟を支持する会」の事務局長を務めた。1963年（昭和38年）7月1日に四日市公害対策協議会（略称は四日市公対協であった）を結成した。以下の四者で構成されていた。
1. 日本社会党四日市支部（橋詰興隆四日市市議と支持組織の大協石油労組）
2. 日本共産党北勢地区委員会（橋本健治北勢地区委員長）
3. 三泗地区労働組合協議会（古谷精三が四日市市の職労の書記長で略称は地区労であった）
4. 四日市市革新議員団（前川辰男日本社会党四日市市議で支持組織は市職労）

その後に参加したのは、四日市コンビナート労組主体とする労組で四日市地区労未加盟労組を含んでいる。三重県化学産業労組協議会（杉野正一が代表で合成ゴム労組委員長だった。略称は三化協である）
高度経済成長時代に発生した四日市公害の裁判を開始して、故郷である塩浜地区の公害患者の支援をして反公害運動を実施した政治家であり、地元では「四日市の田中正造」と云われていて、四日市公害と闘った環境運動家である。
前川辰男議員の四日市市議会での、公害に苦しむ塩浜地区民の思いを込めた演説は、公害対策や環境問題に取り組む名演説として感動を呼び、四日市市議会の議場から拍手が鳴り響いた。「このままでは、四日市市と四日市コンビナートの企業に殺されるどうせ死ぬなら、裁判で訴えよう」の患者の思いから、塩浜地区出身で日本社会党所属の前川辰男市議は弁護士と相談した結果、公害裁判で勝機がある事が判明して、塩浜地区の患者と四日市公害訴訟として津地方裁判所に提訴した。四日市ぜんそくは1972年（昭和47年）7月の公害裁判で勝訴した。総量規制が実施された事で四日市の環境問題が解決したことは、地元四日市市では、「日本社会党の歴史で最大の功績」とされている。

### 四日市公害裁判
九鬼喜久男四日市市長は、四日市市議会での答弁で、｢石油化学が理由で公害にならない」や「四日市ぜんそくは一般的な病気である」と発言した。塩浜地区民の数回に及ぶ猛抗議にもかかわらず、四日市コンビナート企業は四日市ぜんそくとの関連を否定して、公害による加害行為なないとした。1967年（昭和42年）9月1日、弁護団は「死者まで出した公害が、法治国家で許されてよいはずはない」。原告患者は「企業へも、行政にも、いくら頼んでも、無責任で認めないあとは裁判しかない」と、四日市コンビナート6社を相手取っての公害訴訟を起こすことを決意した。訴状が津地方裁判所四日市支部へ、北村利弥弁護団長らの手で提出された。四日市ぜんそく訴訟を支援するため、革新団体などによって「四日市公害訴訟を支持する会」がつくられ、中心となった四日市市職員労組の書記局に事務局を置いた。原告患者の「四日市公害訴訟弁護団」は、東海労働弁護団のメンバーを中心にして56人が代理人として参加した。1966年（昭和41年）夏に、公害対策協議会のメンバーで日本社会党市議の前川辰男が知人の野呂汎弁護士と相談をして、四日市コンビナートの企業の全てを原告にするのではなくて、加害行為が明確な企業に絞るべきとの助言があり、名古屋市の東海弁護団が担当する事となった。4カ月後、慰謝料請求を求める訴状の原案が完成した。被告は昭和四日市石油・石原産業・中部電力・三菱油化・三菱モンサント・三菱化成の6社と決定した。しかし、肝心の原告の塩浜地区民の名前がなかった。｢企業に弓を引くのが怖い」と患者が四日市コンビナート企業の財力を恐れたからだ。野呂弁護士は何回も塩浜病院の四日市ぜんそくの入院患者を説得するために足を運んだ。塩浜病院の医師も「もう治らないこのまま、裁判せず無念に死んでもよいのか」と説得した。結局コンビナート企業と関係がない9人の入院患者が原告に決まった。

### 公害裁判後の政治活動
1972年（昭和47年）に日本社会党公認で四日市市長選挙に出馬した。反公害を訴えて公害問題を解決した実績を強調して、環境都市四日市と公害患者の味方を公約にしたが、岩野見斉助役が保守候補3分裂を制して四日市市長に当選をする。前川辰男は四日市市長選挙に落選後、再度四日市市議会議員となり公害問題の処理に取り組んだ。1991年（平成3年）四日市市議会議員を引退した。日本社会党から民主党結成に加わらず、社会民主党員のまま在籍している。21世紀になって社会民主党の党首選挙、及び参議院選挙の比例代表選挙で、社民党員として福島瑞穂議員を支持・推薦していた。
2010年（平成22年）に満90歳の誕生日を迎えた。2014年（平成26年）に地元（前川は高花平四丁目在住である）の四日市市立高花平小学校に芸術作品（手づくりの作品額縁）を寄贈した。

### 環境運動家
- 日本自然保護協会会員でナチュラリストである。
- かんきょう四日市の四日市公害を語るビデオ「証言・四日市公害の記録」第3巻の市民活動編（平成15年度制作。ＶＨＳ。21分）に出演した。
- 2011年（平成23年）の時点では、平田佐矩・田中覚・九鬼喜久男・福田香史など四日市ぜんそくに関係した主要政治家は死去しており、萩原量吉と共に前川辰男は2010年代に存命していた主要政治家だった。四日市公害裁判の原告も平成時代（21世紀）になり存命中であるのは数人で、前川辰男が最後の四日市ぜんそくの関係者であり、貴重な生き証人だった。
- 1986年（昭和61年）に環境庁の「環境保全功労者」に前川辰男が選出された。三重大学医学部の吉田克己教授（当時62歳）との同時受賞であった。日本社会党四日市市議会議員であった前川辰男は当時65歳であった。1986年（昭和61年）6月7日に東京都の有楽町ホールで表彰式があり、2人は同じ大正世代として、四日市公害訴訟を担当した中心人物である。四日市ぜんそくによる公害判決後は、行政機関の四日市市・三重県が設置した公害対策審議会会長・公害対策審議会副会長となり 、「四日市は公害発生都市ではなくて、公害を克服した環境都市なんです」と述べた。

## 著書
- 俳句集の「花と俳句の散歩径一」
- 写真集「鈴鹿の山に咲く花」（共著）
- 「近くの山で出会う花」1981年（昭和56年）1月1日新風舎文庫から出版
- 「続・近くの山で出会う花」1988年（昭和63年）9月1日新風舎文庫から出版